# Hyperreus

Een vergelijking tussen een grootte van onze Zon en een hyperreus

Hyperreuzen zijn de zwaarste en grootste sterren die ontdekt zijn, met een massa tussen 25 en 320 zonnemassa's en met een grote lichtkracht.

## Eigenschappen
Het woord "hyperreus" wordt algemeen gebruikt om de lichtsterkste sterren te omschrijven, hoewel er preciezere definities zijn. In 1956, gebruikten de astronomen Feast en Thackeray de term super-superreus (die later werd vervangen door hyperreus) voor sterren met een absolute helderheid groter dan MV = -7. In 1971 stelde Keenan voor dat de term gebruikt zou worden voor superreuzen met een brede emissiecomponent in Hα, wat betekent dat er een uitgebreide stellaire atmosfeer of een relatief groot massaverlies is. Dit criterium wordt tegenwoordig het meest gebruikt door wetenschappers. Het betekent dat een hyperreus niet noodzakelijk groter is dan een gelijkwaardige superreus. Hyperreuzen worden echter als de meest massieve sterren gezien en kunnen een massa hebben van 100 tot 265 zonnemassa's.
Hyperreuzen zijn ook extreem lichtsterk, tot wel 8,7 miljoen maal lichtsterker dan de zon voor bijvoorbeeld R136a1, en hebben effectieve temperaturen die variëren tussen 3000 K en 50.000-60.000 K. Bijna alle hyperreuzen variëren in lichtsterkte over een bepaalde tijdsperiode vanwege de instabiliteit in hun kern.
Vanwege hun grote massa is de levensduur van hyperreuzen (op een astronomische tijdsschaal gezien) kort: slechts een paar miljoen jaar, vergeleken met de 10 miljard jaar voor sterren zoals de Zon. Hierdoor zijn hyperreuzen zeldzaam en zijn er maar weinig bekend.

## Stabiliteit
Aangezien de lichtsterkte van sterren sterk toeneemt met de massa ligt de lichtsterkte van hyperreuzen vaak zeer dicht bij de Eddingtonlichtkracht, de lichtsterkte waarbij de druk van de zwaartekracht gelijk is aan de druk door de straling van de ster. Als de lichtkracht sterker is dan de Eddingtonlichtkracht zou de ster zoveel straling produceren dat delen van zijn buitenste lagen uitgestoten zouden worden. Dit zou verhinderen dat een ster een dergelijke lichtsterkte een langere tijdsperiode kan volhouden.

## Bekende hyperreuzen
Hyperreuzen zijn door hun zeldzaamheid moeilijk te bestuderen. Door onbekende redenen lijkt er een limiet te zijn voor de lichtsterkte van de koelere hyperreuzen (degenen die geel of rood gekleurd zijn): geen van hen zijn lichtsterker dan bolometrische magnitude -9,5, wat ongeveer overeenstemt met 500 000 maal de lichtsterkte van de zon.

### Lichtsterke blauwe variabelen
Lichtsterke blauwe variabelen (afgekort LBVs) worden geclassificeerd als hyperreuzen en zijn de helderste bekende sterren.
- P Cygni, in het sterrenbeeld Zwaan
- S Doradus, in de Grote Magelhaense Wolk, een sterrenstelsel in het sterrenbeeld Goudvis. Dit sterrenstelsel was ook de locatie van SN 1987A, eveneens een hyperreus.
- Eta Carinae, in de Carinanevel (NGC 3372) in het sterrenbeeld Kiel.
- De Pistoolster, in de buurt van het centrum van de Melkweg in het sterrenbeeld Boogschutter.
- Meerdere sterren in de cluster Cl* 1806-20 aan de andere kant van de melkweg. Een van deze sterren, LBV 1806-20, is een kandidaat voor de ster met de hoogste lichtsterkte: 5 tot 40 miljoen maal die van de Zon.

### Blauwe hyperreuzen
- Zeta¹ Scorpii misschien een LBV
- MWC 314 ook misschien een LBV
- HD 169454
- BD -14° 5037
- Cygnus OB2-12, door sommige auteurs gezien als een LBV
- R136a1 de massiefste ster tot nu toe bekend, met een massa van 265 (bij geboorte 320) zonnemassa's

### Witte hyperreuzen
- 6 Cassiopeiae

### Gele hyperreuzen
Gele hyperreuzen zijn een zeldzame soort sterren, met maar 14 bekende exemplaren in de melkweg en 7 in andere sterrenstelsels.
- Rho Cassiopeiae
- V509 Cassiopeiae
- IRC+10420 (V1302 Aql)
- IRAS 18357-0604
- V766 Centauri
- HD 179821[1]
- IRAS 17163-3907
- V382 Carinae
- HR 5171 A[2]
- zie ook sterren in Westerlund 1:

### Rode hyperreuzen
- RW Cephei
- NML Cygni
- VX Sagittarii
- VV Cephei
- S Persei
- VY Canis Majoris